# Eboda
Eboda là một chi bướm đêm thuộc phân họ Tortricinae của họ Tortricidae.

## Các loài
- Eboda bryochlora Diakonoff, 1960
- Eboda chloroclistis Razowski, 1964
- Eboda chrisitis Razowski, 1964
- Eboda diakonoffi Razowski, 1964
- Eboda discobola Diakonoff, 1948
- Eboda dissimilis Liu & Bai, 1986
- Eboda ethnia Razowski, 1991
- Eboda smaragdinana Walker, 1866
- Eboda virescens Razowski, 1964